# 百丈口话
百丈口话，又称下路话，是原温州市泰顺县百丈镇的一种濒危方言，为泰顺县境内的温州话方言岛，《泰顺县志》称其为“变了调的文成话”。根据《泰顺县志》的统计，在1990年代末有不到2000人可以使用这一方言，但在2000年代初因珊溪水库建设导致人口流失，沈克成（2015）称如今只有大约1000人会这一种方言。:28百丈口话通行于百丈镇直街、横街、新街、后半山、崖下、龙潭背、塘沽岭、过叶、叶岸等地，通行区域小于如今的镇辖区域，但如今这些地方大多在水底。邻近的莒江话与温州话互通困难，属系未定，百丈口话也有向莒江话同化的趋势。与一般的吴语不同，百丈口话的浊音接近清化。:720